# Premierminister von Kambodscha
Der Premierminister von Kambodscha (Khmer នាយករដ្ឋមន្ត្រីនៃកម្ពុជា) ist der Regierungschef von Kambodscha.
Er ist der Vorsitzende des Kabinetts des Landes und leitet die Exekutive der Regierung. Der Premierminister ist außerdem ein Abgeordneter und wird vom Monarchen für 5 Jahre ernannt.
Aktueller Premierminister ist seit dem 22. August 2023 Hun Manet der Kambodschanischen Volkspartei.

## Geschichte
Das Amt des Premierministers von Kambodscha hat eine wechselvolle Geschichte. Es wurde erstmals 1945 mit der Unabhängigkeit des Landes etabliert. Im Laufe der Zeit haben politische Ereignisse und Verfassungsänderungen die Entwicklung des Amts geprägt. Insbesondere während der Khmer Rouge-Herrschaft (1975–1979) wurde das Amt des Premierministers abgeschafft, fand aber nach dem Ende des Regimes seine Wiederherstellung.

## Auswahl und Ernennung
Die Ernennung des Premierministers von Kambodscha erfolgt gemäß der Verfassung des Landes aus dem Jahr 2008. Dazu muss der Premierminister ein Mitglied des Parlaments sein und wird vom König ernannt, nachdem er vom Nationalen Parlament gewählt wurde. Der König spielt eine zentrale Rolle bei der Ernennung des Premierministers und berücksichtigt dabei die politischen Mehrheitsverhältnisse im Parlament.
Artikel 125 der Verfassung besagt, dass für den Fall, dass der Premierminister zurücktritt oder im Amt stirbt, ein amtierender Premierminister ernannt wird. Im Juli 2022 wurde die Verfassung geändert, um die erforderliche Mehrheitsentscheidung im Parlament für die Wahl des Premierministers abzuschaffen.

## Aufgaben und Befugnisse
Nach der Verfassung hat der Premierminister unter anderem folgende Aufgaben und Befugnisse:
- Leitung der Regierung
- Formulierung und Umsetzung von politischen Strategien und Programmen
- Vertretung des Landes auf nationaler und internationaler Ebene
- Einberufung und Leitung des Kabinetts
- Verantwortung für die allgemeine Verwaltung des Landes
- Einfluss auf die Gesetzgebung und politische Richtung
- Durchführung von Verhandlungen und diplomatischen Beziehungen
- Förderung der nationalen Entwicklung und des Wohlergehens der Bevölkerung

## Amtsinhaber
| Nr. | Porträt | Name                                      | Amtszeit                               | Partei    |
| --- | ------- | ----------------------------------------- | -------------------------------------- | --------- |
| 1   |         | Norodom Ranariddh នរោត្តម រណឫទ្ធិ (1944–2021) | 24. September 1993 – 6. August 1997    | FUNCINPEC |
| 2   |         | Hun Sen ហ៊ុន សែន (1952–)                     | 24. September 1993 – 30. November 1998 | CPP       |
| 3   |         | Ung Huot អ៊ឹង ហួត (1945–)                    | 6. August 1997 – 30. November 1998     | FUNCINPEC |
| (2) |         | Hun Sen ហ៊ុន សែន (1952–)                     | 30. November 1998 – 22. August 2023    | CPP       |
| 4   |         | Hun Manet ហ៊ុន ម៉ាណែត (1977–)                  | seit 22. August 2023                   | CPP       |